# Sociedad Literaria y de Debate de Jefferson
La Sociedad Literaria y de Debate de Jefferson (comúnmente conocida como la  'Sociedad de Jefferson'  o " 'Jeff Soc' ") es la organización estudiantil más antigua de la Universidad de Virginia, habiendo sido fundada el 14 de julio de 1825, en la Sala Siete, West Lawn. Como tal, es una de las sociedades colegiadas más antiguas de América del Norte. También es la segunda organización con letras griegas más antigua de los Estados Unidos, después de Phi Beta Kappa. Las letras griegas de la Sociedad son  'Phi Pi Theta'  -   , iniciales de ( philoi, patris, theos  o "hermandad, patria, divinidad"). Su lema latino, está tomado de  Aeneid  de Virgilio y traducido de forma aproximada, "En el futuro será agradable recordar estas cosas".
La Sociedad se reúne regularmente los viernes por la noche en el Hotel C en  Academical Village, conocido como "Jefferson Hall", "Jeff Hall", o simplemente "The Hall". El Salón Siete, West Lawn, también es mantenido por la Sociedad Jefferson, seleccionando un estudiante de cuarto año para vivir allí. La Sociedad organiza varios eventos durante todo el año, incluida su Serie de Oradores Distinguidos, para lo cual invita a destacados académicos y oradores de todas las disciplinas a dirigirse a los estudiantes. La Sociedad también organiza eventos sociales formales como el Día de Wilson, el Baile de la Restauración y el Día del Fundador, que se celebró por primera vez en 1832.

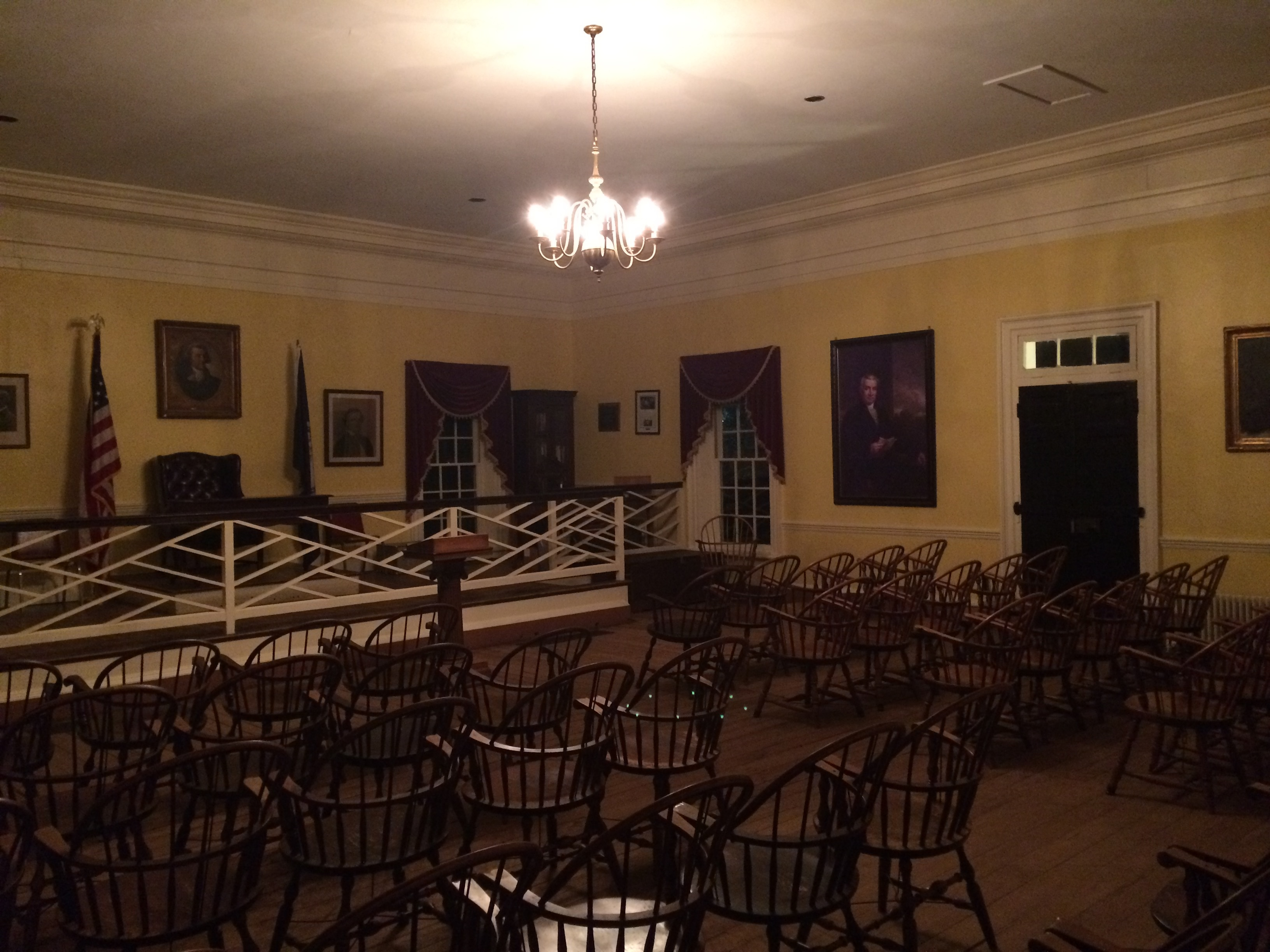
Jefferson Hall, Hotel C, West Range

## Historia
La membresía en la Sociedad creció rápidamente en los primeros años después de su fundación. En 1855, la Universidad de Virginia era la segunda universidad más grande de la nación después de la Universidad de Harvard, con 645 estudiantes matriculados. Ese año escolar, la Sociedad admitió 155 nuevos miembros: casi una cuarta parte del cuerpo estudiantil de la Universidad.
En los exaltados años anteriores a la guerra, la Sociedad podía volverse estridente. Sus elecciones fueron condenadas por la Facultad por "tales turbulencias que degradan la reputación de la Universidad". Un honor especialmente codiciado iba a ser seleccionado como "orador final", un puesto aparentemente comparable al de un valedictorian de hoy.
La Sociedad jugó un papel clave en el establecimiento del periodismo estudiantil en la Universidad, fundando la Revista Universitaria ya en 1856. Más tarde conocido como el Virginia Spectator, el periódico jugó un papel importante en la vida universitaria durante un siglo, con un perfil que iba desde la gran seriedad hasta la sátira, hasta que el presidente de la Universidad lo cerró a fines de la década de 1950 por obscenidad. La Sociedad Jefferson patrocinó la revista durante muchas décadas.
También en 1856, la Sociedad expresó su aprobación del azote de Charles Sumner enviando a Preston Brooks un nuevo bastón con cabeza de oro para reemplazar el que estaba roto.

## Posesiones
- The Sully Portrait  es uno de los únicos retratos de Thomas Jefferson pintados en vivo. Fue pintado por Thomas Sully y se prestó a la Universidad de Virginia para ser exhibido en la La Rotonda (Universidad de Virginia).
- Edgar Allan Poe firmó un libro de actas una noche durante la cual se desempeñó como secretario provisional. Su firma fue luego recortada por Lancelot Blackford en la década de 1850, robándola, pero también salvándola del Gran Incendio de la Rotonda en 1895. Los exalumnos de la sociedad recaudaron dinero para comprar la firma a un coleccionista a principios de la década de 1980, en honor a su amigo y compañero exalumno, James F. Perz. La firma se guarda en un lugar seguro como parte de las colecciones especiales de la biblioteca de la Universidad.
- Thomas Woodrow Wilson firmó uno de los libros de registro durante su mandato como presidente de la Sociedad. Además, los libros de actas de la Sociedad también contienen muchos conjuntos de actas escritas a mano firmadas por Wilson cuando era secretario de la Sociedad.

## Miembros notables
- Edgar Allan Poe, autor de "El cuervo"[9]

- Woodrow Wilson, 28 ° presidente de los Estados Unidos[10]

- Colgate W. Darden, Gobernador de virginia[11]

- John T. Casteen III, Presidente de la Universidad de Virginia[12]

- James Gilmore III, Gobernador de virginia[13]

- Deidre Downs, Señorita América 2005[14]

## Miembros honorarios
- James Madison, cuarto presidente de los Estados Unidos[15]

- Thomas Jefferson rechazó una invitación para ser miembro honorario en una carta del 12 de agosto de 1825, citando su necesidad de evitar alterar su relación con la Universidad y sus estudiantes.[15]